# Richie Roberts
Pour les articles homonymes, voir Roberts.
Richard M. « Richie » Roberts, né le 28 novembre 1937 à Newark (États-Unis), est un détective de la police du New Jersey devenu avocat pénaliste. Il est surtout connu pour son arrestation de Frank Lucas, très influent trafiquant de drogue de Harlem.

## Biographie
Né dans une famille juive du Bronx, il passe sa jeunesse à Newark dans le New Jersey. Il sert dans les Marines. Détective dans le comté d'Essex depuis 1963, il devient procureur adjoint de ce comté, responsable du bureau des narcotiques après avoir réussi l'examen du barreau du New Jersey. Après avoir travaillé comme procureur, et magistrat il devint un avocat pénaliste. Son premier client fut Frank Lucas.
En 1975, son enquête permet de faire arrêter un chef d'une organisation criminelle et trafiquant d’héroïne de Harlem, Frank Lucas. Celui-ci collabore ensuite avec lui, ce qui permet d’arrêter des agents de force de l’ordre corrompus et autres trafiquants de drogue. Il défend Frank Lucas dans une autre affaire, en 1984. 

## Filmographie
Le film American Gangster de Ridley Scott, sorti en 2007, raconte l'histoire de la vie criminelle de Frank Lucas et de la poursuite de celui-ci par Richie Roberts. Ce dernier est interprété par l'acteur Russell Crowe.

## Source
- (en) Cet article est partiellement ou en totalité issu de l’article de Wikipédia en anglais intitulé « Richie Roberts » (voir la liste des auteurs).